# Рей Бредбері
Рей Дуґлас Бре́дбері (англ. Raymond (Ray) Douglas Bradbury; 22 серпня 1920, Вокіґан, Іллінойс, США – 5 червня 2012, Лос-Анджелес) – один із найвідоміших американських письменників-фантастів, автор близько 400 літературних творів різних жанрів: оповідань, романів, віршів, есе, п'єс для театру і радіо, кіно- й телесценаріїв. Твори письменника є впізнаваними за їх емоційним, психологічним стилем. На думку критиків, Бредбері є унікальним явищем в американській літературі. А за його внесок до жанру фантастики Бредбері став 10-м лауреатом премії «Гросмейстер фантастики» (1989), 3-м був нагороджений Всесвітньою премією фентезі за заслуги перед жанром (1977), а також був включений до Залу слави фантастики Першого фендому.

## Дитинство
Рей Дуґлас Бредбері народився в містечку Вокіґан, Іллінойс, і був наймолодшим серед трьох братів у сім'ї шведської іммігрантки та Леонарда Сполдінґ Бредбері – лінійного робітника електричних та телефонних ліній англійського походження. Своє друге ім'я Дуґлас отримав на честь зірки німого кіно – Дуґласа Фербенкса. Роки його раннього дитинства й становлення пройшли у Вокіґені в атмосфері любові великої сім'ї, і цей період був корисним як для автора, так і для його творчості. Хлопчика заохочували до читання — чимало часу він проводив у місцевій бібліотеці. Там він читав Лимана Френка Баума («Чарівник країни Оз»), Жуля Верна, Герберта Джорса Веллза, особливо — Едґара Берроуза (що відомий насамперед серією про пригоди Тарзана). Саме тоді, у 12-річному віці, Рей почав думати про кар'єру письменника. Бібліотеку через багато років він зробить місцем подій роману «Щось лихе до нас іде» (англ. Something Wicked This Way Comes), а образ рідного містечка 1920 років виведе в різних творах під назвою «Зелене місто» (англ. Green Town).
Про свої дитячі роки він збереже враження ув«Кульбабовому вині» (англ. Dandelion Wine) та численних оповіданнях про Дуґа – простого американського хлопчика, у якому легко вгадати автора.
Коли Бредбері виповнюється 14 років, сім'я здійснює декілька переїздів, врешті осівши в Лос-Анджелесі 1934 року. Рей закінчує середню школу; не маючи змоги продовжити навчання й мусячи заробляти на життя продажем газет, він, по суті, цим і обмежує свою «офіційну» освіту. Систематичні знання він здобуває відвідинами бібліотек:

Мене виростили бібліотеки. Я не вірю у коледжі та університети. Я вірю у бібліотеки, бо більшість студентів не мають достатньо грошей [на освіту]. Коли я завершив школу, тривала Депресія й грошей не було. Я не міг відвідувати коледж, а тому проводив у бібліотеці три дні щотижня впродовж 10 років.
Оригінальний текст (англ.)
[Libraries raised me. I don’t believe in colleges and universities. I believe in libraries because most students don’t have any money. When I graduated from high school, it was during the Depression and we had no money. I couldn’t go to college, so I went to the library three days a week for 10 years.] Помилка: {{Lang}}: не вказано код мови (допомога)

## Кар'єра письменника
Світогляд письменника сформувався серед книжок, що супроводжували його із вельми юного віку:
Жюль Верн був моїм батьком. Веллс – мудрим дядечком. Едгар Аллан По доводився мені двоюрідним братом, він як кажан – вічно мешкав у нас на темному горищі. Флеш Гордон та Бак Роджерс – мої брати і товариші. Ось вам і вся моя рідня. Ще додам, що моєю матір'ю, цілком ймовірно, була Мері Воллстонкрафт Шеллі, авторка Франкенштейна. Ну, ким я ще міг стати, як не письменником-фантастом із такою сімейкою.

Творчий шлях завдовжки 80 років розпочався, за спогадами Рея, із зустрічі на карнавалі дня праці з Містером Електриком, який переконав хлопчика, що впізнав у ньому свого друга, який загинув у Франції в Першій Світовій війні; фокусник сказав йому «Живи вічно!» Ця відповідальність за мрії інших, імовірно, і спрямувала 12-річного хлопчика шляхом, який він згодом обрав.
У 1938—1942 рр. Рей працював продавцем газет на вулицях Лос-Анджелесу, проводячи ночі за друкарською машинкою. Таким чином набувався досвід літературної творчості й формувалась майстерність. Віднайдення особистого впізнаваного стилю вдалося письменнику лише після тривалих зусиль:

Після мільйонів слів наслідувань, у двадцятидвох річному віці я раптом здійснив прорив, прорив у оригінальність «науково-фантастичною» історією, що була цілком «моєю».
Оригінальний текст (англ.)
[After millions of words of imitation, when I was twenty-two years old I suddenly made the breakthrough, relaxed, that is, into originality with a "sciencefiction" story that was entirely my "own."] Помилка: {{Lang}}: не вказано код мови (допомога)

Хронологія ранніх спроб стає чіткою із Дилеми Голлербохена (1938, Hollerbochen's Dilemma). У 40 роках XX століття поодинокі оповідання Бредбері починають з'являтися друком, спершу в невеликих місцевих журналах, а згодом у престижних виданнях. Із 1943 року Рей стає професійним письменником, і в 1947 році виходить перша збірка «Темний карнавал», укладена із раніше написаних оповідань, яка, проте, не принесла авторові ні успіху, ні статків.

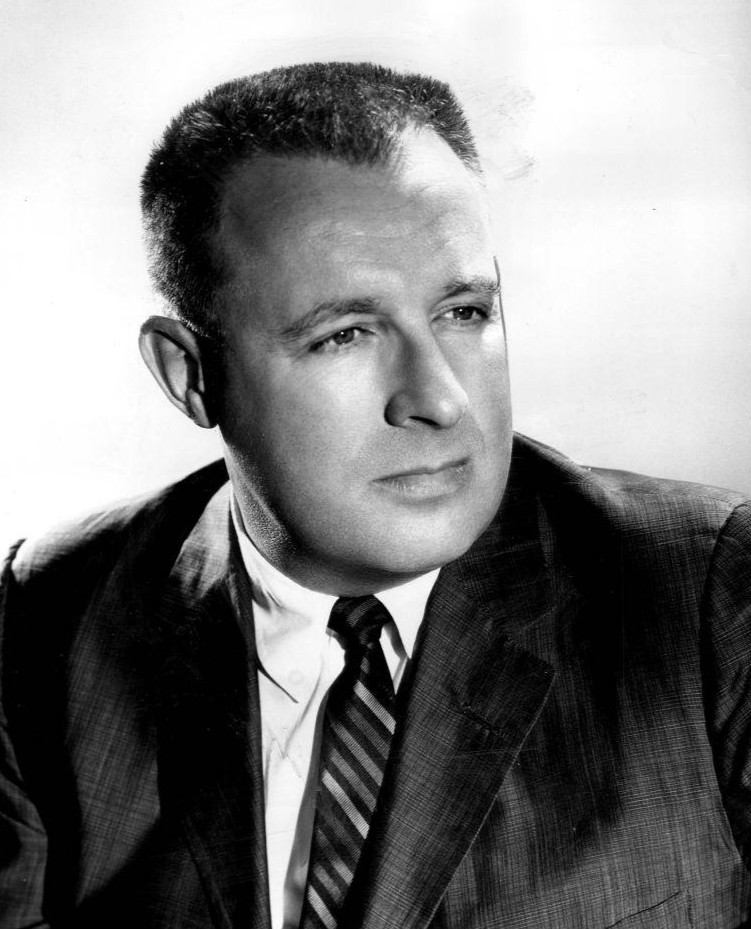
Рей Бредбері в 1959 році

Справжній успіх приходить до Бредбері за три роки, коли з'являються «Марсіанські хроніки», цей, за його висловом, несподіваний роман, скомпонований з окремих оповідань про Марс і марсіан за порадою видавничого редактора, який, за іронією долі, мав таке ж саме прізвище Волтер Бредбері. Саме йому письменник згодом присвятив «Кульбабове вино».
За одну ніч Рей Бредбері пише роман, компонуючи й пов'язуючи численні оповідання:
| У Нью-Йорку стояла типова спекотна червнева ніч. Кондиціонування ще було в майбутньому. Я друкував на машинці до третьої ночі, пітніючи у білизні й балансуючи своїми марсіанами у їхніх дивних містах за декілька годин до прибуття й відправлення астронавтів. Оригінальний текст (англ.) [It was a typical hot June night in New York. Air conditioning was still a luxury of some future year. I typed until 3 A.M., perspiring in my underwear as I weighted and balanced my Martians in their strange cities in the last hours before arrivals and departures of my astronauts.] Помилка: {{Lang}}: не вказано код мови (допомога) |

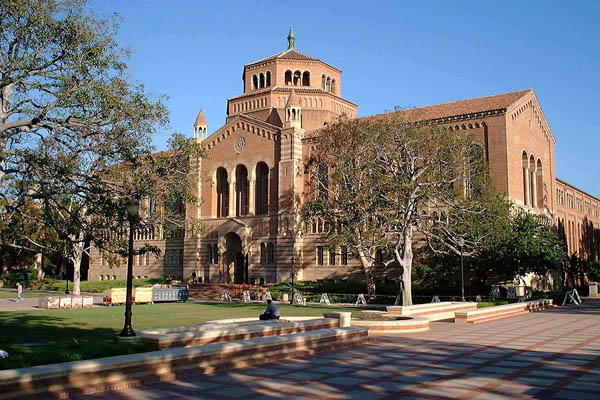
Тут написано «451° за Фаренгейтом»

Тоді ж і за тим же принципом вийшла збірка «Розмальована людина» (англ. The Illustrated Man). Ще три роки – і кільканадцять оповідань, що в 1953 році вийшли під назвою «Золоті яблука сонця» (англ. The Golden Apples of the Sun) — настав час для наступного роману. Ним став «451° за Фаренгейтом» (англ. Fahrenheit 451). 25 000 слів, що стали основою книги, були написані впродовж 9 днів ще в 1951 році й коштували 9 доларів 80 центів. Ці гроші – плата за роботу з друкарською машиною в бібліотеці імені Лоренса Павелла в Каліфорнійському університеті у Лос-Анджелесі – вона становила 10 центів щопівгодини. Поспіх був викликаний тим, що Бредбері, шукаючи усамітнення (а працювати вдома він не мав змоги: згодом іронічно зауважував, що, коли доводилось обирати між письменством та іграми із дочками, обирав останнє), знайшов його саме в згаданій бібліотеці. Спокій, щоправда, там надавався відносний:

Я почув стукіт, – пояснював він, – спустився у підвал бібліотеки університету, і, чорт забирай, там була кімната із дванадцятьма друкарськими машинами, що їх можна було винайняти за десять центів за пів години. І там сиділо восьмеро чи дев'ятеро студентів, які працювали мов божевільні.
Оригінальний текст (англ.)
["I heard this typing," he explained. "I went down in the basement of the UCLA library and by God there was a room with 12 typewriters in it that you could rent for 10 cents a half-hour. And there were eight or nine students in there working away like crazy."] Помилка: {{Lang}}: не вказано код мови (допомога)

Так написано оповідання «Пожежник», опубліковане в журналі «Галактика» (англ. Galaxy) 1951 року. Роман – це доповнена версія цього оповідання, що вийшла за два роки після того видавництвом «Ballantine».
Ця книга в багатьох аспектах стала програмною для Бредбері. Письменник неодноразово повертався до неї, створив п'єсу за тими ж мотивами. Бредбері стверджував, що це єдиний науково-фантастичний роман, що вийшов з-під його пера; решту творчості слід відносити до жанру фентезі.
Рей активно працював, навіть коли був зовсім літньою людиною. Врешті, навіть за тиждень до смерті опублікував статтю в журналі New Yorker. Він створив десять романів, сотні оповідань, десятки п'єс і радіоп'єс.

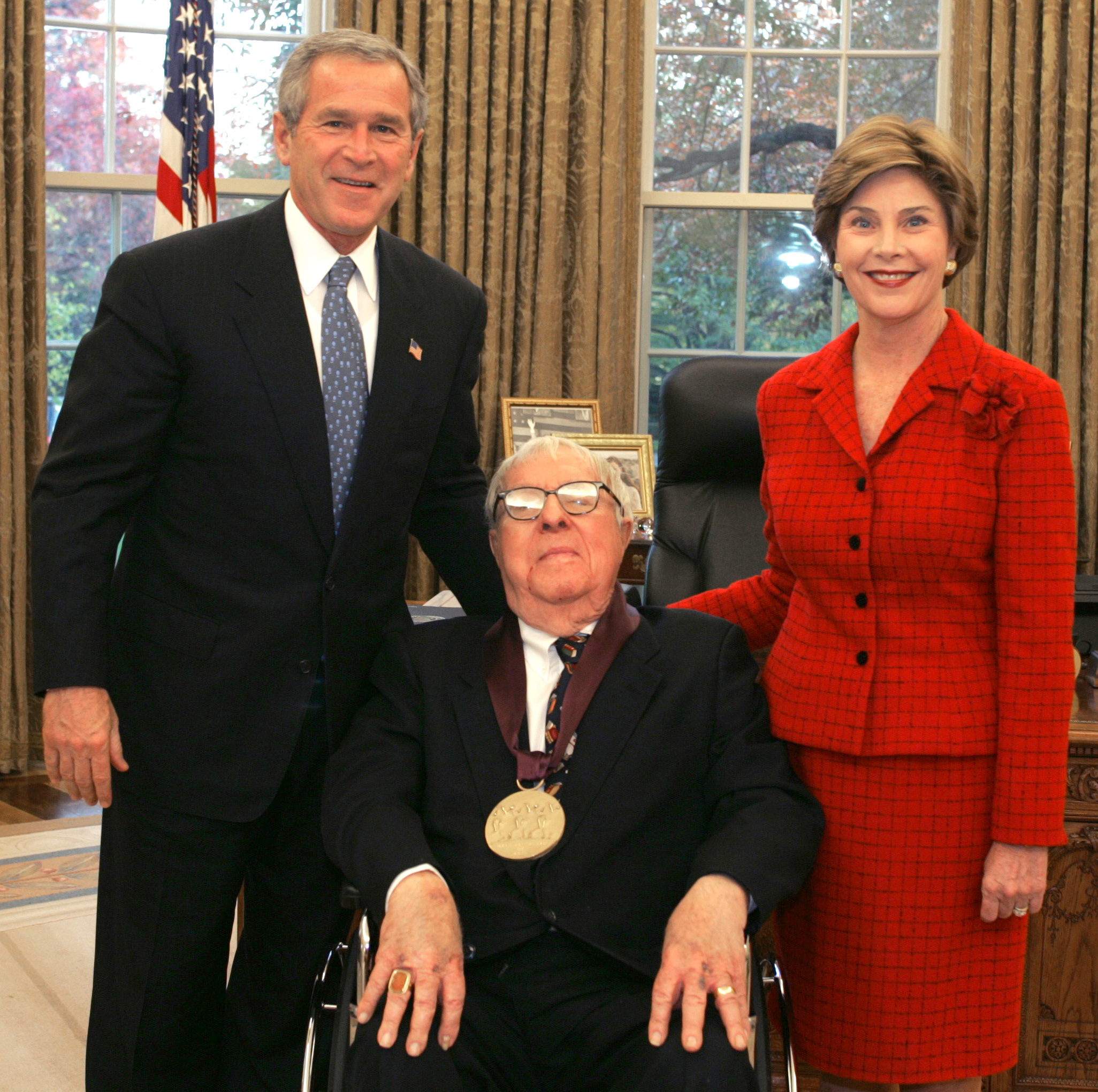
Рей Бредбері поруч з Джорджем Бушом та його дружиною Лорою, 2004 рік

Невдовзі після виходу роману «451° за Фаренгейтом» на нього накотилася злива нагород і премій, що супроводжувала Рея до останніх років життя. У 1954 році – нагорода Національного інституту мистецтв і письменства. Двічі йому присуджували премію О. Генрі. Рей був лавреатом медалі Національної книжної фундації (англ. National Book Foundation), лавреатом Еммі за адаптацію оповідання «Дерево Геловіну» (англ. The Halloween Tree). Йому присвячено зірку на Голівудській алеї слави, загалом на рахунку Бредбері 8 нагород і 2 номінації в галузі кіно. У 2000 році Бредбері одержав Медаль Національної книжкової премії за підсумком усієї прижиттєвої творчості. 2004 року – Національну медаль мистецтв президента Дж. Буша. 2007 року – Пулітцерівську премію за визначну, плідну й глибоко впливову кар'єру як незрівнянного автора наукової фантастики та фентезі. 

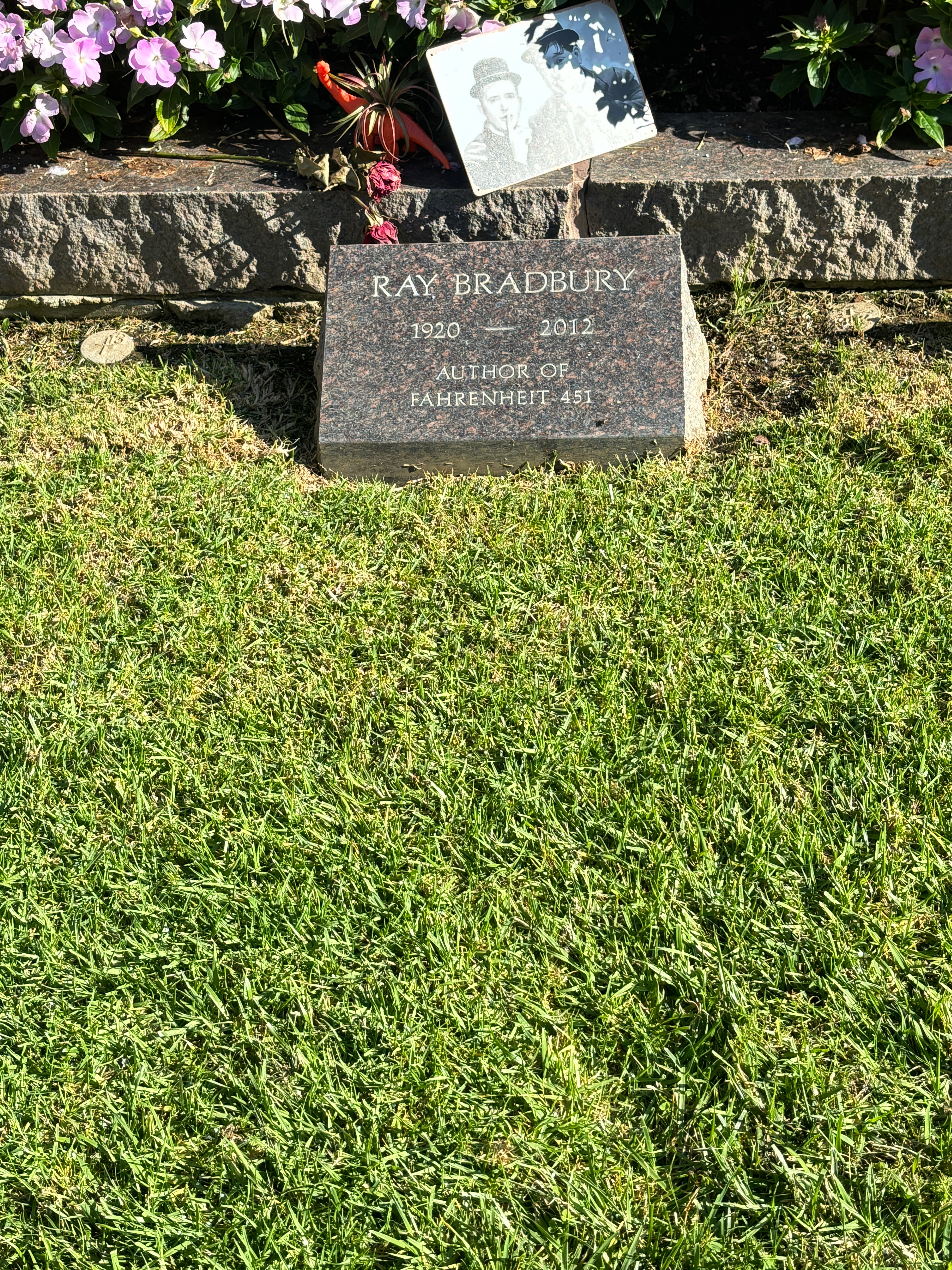
Могила Рея Бредбері, кладовище Меморіального парку Вествуд-Віллідж

Визначний письменник пішов із життя 5 червня 2012 року. 

Я не можу назвати письменника, чиє життя було б краще від мого. Всі мої книги видані, вони є у всіх шкільних бібліотеках і коли я виступаю перед публікою, мені аплодують ще до того, як я почну говорити.

## Спрямування творчості

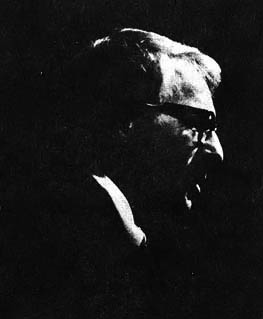
Бредбері у 1976

Головна ідея творів Бредбері – гуманістична тема боротьби Добра зі Злом, Світла з Мороком, Знання із Варварством. Особливо виразно прозвучала вона в написаній у похмурі, ганебні для Америки роки маккартистської реакції, повісті «451° за Фаренгейтом». Це історія світу, у якому люди почали спалювати книги. Трохи в іншому, казково-алегоричному аспекті виникає ця ж таки тема в повісті «Щось лихе до нас іде» (1962), а в новому романі «Смерть – діло самотнє» (1985) вона вкладена в доволі несподівану для Бредбері детективну форму, хоч, по суті, цей твір має виразний автобіографічний характер і певною мірою продовжує лінію «Кульбабового вина».
Письменника глибоко тривожили машинізація і породжене нею надзвичайне поширення бездуховності в сучасному суспільстві, реальна небезпека ядерного апокаліпсиса, проте він був сповнений віри в силу людського розуму, у силу любові й доброго начала в людині. Бредбері чітко розрізняв технологію та її застосування. «Я передаю людям свою любов до життя», – сказав Бредбері в одному з інтерв'ю. – «Я навчаю їх бути свідомими – ось що означає любов. Починаєш з малого, а збуджуєш у людях дуже високі почуття».
Підсумовуючи свою діяльність, Бредбері порівняв себе з «гранатом, наповненим зернами ідей для творчості – зернами книжок, зернами віршів, зернами п'єс».

### Цікаві факти
- Бредбері не користувався комп'ютером і свої тексти друкував на старій друкарській машинці. Утім, коли 2011 року видавництво «Сімон&Шустер» (англ. Simon&Schuster) висловило намір видати «451° за Фаренгейтом» в електронній формі, Бредбері дав згоду на це – хоча й після деякого опору;
- На відміну від багатьох мешканців Сполучених Штатів Бредбері не водив автомобіль. Про себе іронічно казав з цього приводу, що сучасні технічні досягнення викликали в нього паніку;
- У останні роки життя – після перенесеної хвороби – був прикутий до інвалідного візка;
- Онук Рея став актором, чим фантаст дуже пишався. Він жартома казав, що той проживає життя Рея, роблячи те, чого сам письменник не встиг.[25]

## Ушанування пам'яті
- На честь Рея Бредбері названо астероїд 9766 Бредбері.
- На Голлівудській алеї слави ім'я Бредбері увічнено в п'ятикутній мідній зірці.
- У місті Вокіган є Парк Рея Бредбері який оголошено літературною пам’яткою.[27]
- 22 серпня 2019 року у рідному для письменника місті Вокіган штату Іллінойс відкрили пам'ятник Рею Бредбері.[28]
- 18 травня 2023 року Київська міська рада перейменувала вулицю Володі Дубініна на вулицю Рея Бредбері.[29]
- 26 липня 2024 року у місті Первомайськ Миколаївської області провулок Володі Дубініна перейменували на провулок Рея Бредбері.[30]

## Переклади українською
Збірки
- Рей Бредбері. Збірка «Марсіанські хроніки» (Повісті. Оповідання). Переклад з англійської: Олександр Терех, Володимир Митрофанов, Євген Крижевич. Київ: Дніпро. 1988. 590 стор: 325—535 стор. ISBN 5-308-00247-9
  - Марсіанські хроніки (цикл пов'язаних оповідань)
  - 451 за Фаренгейтом (роман)
  - Кульбабове вино (повість)
  - Друг Ніколаса Ніклбі — мій друг (оповідання)
  - Одної неминущої весни (оповідання)
  - Винятково досконале вбивство (оповідання)
- Рей Бредбері. «Все літо наче день один. 100 оповідань. Том перший: у 2-х кн. Кн. 1». Тернопіль: Навчальна книга — Богдан, 2015. — 576 с. ISBN 978-966-10-4269-7
- Рей Бредбері. «Все літо наче день один. 100 оповідань. Том перший: у 2-х кн. Кн. 2». Тернопіль: Навчальна книга — Богдан, 2015. — 592 с. ISBN 978-966-10-4270-3
- Рей Бредбері. «Все літо наче ніч одна. 100 оповідань. Том другий: у 2-х кн. Кн. 1». Тернопіль: Навчальна книга — Богдан, 2016. — 544 с. ISBN 978-966-10-4528-5
- Рей Бредбері. «Все літо наче ніч одна. 100 оповідань. Том другий: у 2-х кн. Кн. 2». Тернопіль: Навчальна книга — Богдан, 2016. — 480 с. ISBN 978-966-10-4608-4
- Рей Бредбері. «День повернення додому: оповідання». Тернопіль: Навчальна книга — Богдан, 2016. — 224 с. ISBN 978-966-10-4451-6 (серія «Маєстат слова»)
- Рей Бредбері. «Екзорцизм: оповідання». Тернопіль: Навчальна книга — Богдан, 2016. — 528 с. ISBN 978-966-10-4458-5 (серія «Маєстат слова»)
- Рей Бредбері. «Жовтнева гра: оповідання». Тернопіль: Навчальна книга — Богдан, 2016. — 432 с. ISBN 978-966-10-4457-8 (серія «Маєстат слова»)
- Рей Бредбері. «Лід і вогонь: оповідання». Тернопіль: Навчальна книга — Богдан, 2016. — 296 с. ISBN 978-966-10-4453-0 (серія «Маєстат слова»)
- Рей Бредбері. «Ніч перед кінцем світу: оповідання». Тернопіль: Навчальна книга — Богдан, 2016. — 176 с. ISBN 978-966-10-4455-4 (серія «Маєстат слова»)
- Рей Бредбері. «Прийми вітання і прощай: оповідання». Тернопіль: Навчальна книга — Богдан, 2016. — 336 с. ISBN 978-966-10-4454-7 (серія «Маєстат слова»)
- Рей Бредбері. «Третя експедиція: оповідання». Тернопіль: Навчальна книга — Богдан, 2016. — 336 с. ISBN 978-966-10-4452-3 (серія «Маєстат слова»)
- Рей Бредбері. «Усмішка: оповідання». Тернопіль: Навчальна книга — Богдан, 2016. — 368 с. ISBN 978-966-10-4450-9 (серія «Маєстат слова»)
- Рей Бредбері. «Відьомські двері: збірка оповідань». Тернопіль: Навчальна книга — Богдан, 2017. — 208 с. ISBN 978-966-10-4740-1 (серія «Маєстат слова»)
- Рей Бредбері. «Холодний і теплий вітри: збірка оповідань». Тернопіль: Навчальна книга — Богдан, 2017. — 240 с. ISBN 978-966-10-4739-5 (серія «Маєстат слова»)
- Рей Бредбері. «Прощавай, „Лафаєт“!: збірка оповідань». Тернопіль: Навчальна книга — Богдан, 2017. — 272 с. ISBN 978-966-10-4742-5 (серія «Маєстат слова»)
- Рей Бредбері. «Майже кінець світу: збірка оповідань». Тернопіль: Навчальна книга — Богдан, 2017. — 352 с. ISBN 978-966-10-4738-8 (серія «Маєстат слова»)
- Рей Бредбері. «Машинерія радості: збірка оповідань». Тернопіль: Навчальна книга — Богдан, 2017. — 352 с. ISBN 978-966-10-4736-4 (серія «Маєстат слова»)
- Рей Бредбері. «Мандрівка до Кіліманджаро: збірка оповідань». Тернопіль: Навчальна книга — Богдан, 2017. — 304 с. ISBN 978-966-10-4737-1 (серія «Маєстат слова»)
- Рей Бредбері. «Месія»: збірка оповідань. Тернопіль: Навчальна книга — Богдан, 2017. — 320 с. ISBN 978-966-10-4743-2 (серія «Маєстат слова»)
- Рей Бредбері. «Пограймося в отруту!: збірка оповідань». Тернопіль: Навчальна книга — Богдан, 2017. — 240 с. ISBN 978-966-10-4741-8 (серія «Маєстат слова»)

Марсіанські хроніки
- (уривки) Рей Бредбері. «Марсіанська хроніка». Переклад з англійської: Олександр Терех. Київ: Журнал «Всесвіт». 1962 р. № 5,6
- Рей Бредбері. «Марсіанська хроніка». Переклад з англійської: Олександр Терех; ілюстрації: В. М. Ігнатов. Київ: «Молодь». 1963. 212 стор.
- Рей Бредбері. «Марсіанські хроніки». Переклад з англійської: Олександр Терех. Тернопіль: «Навчальна книга — Богдан». 2011. 296 стор. ISBN 978-966-10-1265-2 (серія «Горизонти фантастики»)
- Рей Бредбері. «Марсіанські хроніки». Переклад з англійської: Олександр Терех; ілюстрації: Володимир Пінігін. Тернопіль: «Навчальна книга — Богдан». 2015. 192 стор. ISBN 978-966-10-4273-4 (серія «Чумацький шлях»)
- Рей Бредбері. «Марсіанські хроніки». Переклад з англійської: Олександр Терех. Тернопіль: «Навчальна книга — Богдан». 2015. 392 стор. ISBN 978-966-10-3629-0 (серія «Маєстат слова»)

Кульбабове вино
- Рей Бредбері. «Кульбабове вино». Переклад з англійської: Володимир Митрофанов. Тернопіль: «Навчальна книга — Богдан». 2011. 328 стор. ISBN 978-966-10-1267-6 (серія «Горизонти фантастики»)
- Рей Бредбері. "Кульбабове вино. Переклад з англійської: Володимир Митрофанов; ілюстрації: Володимир Пінігін. Тернопіль: «Навчальна книга — Богдан». 2015. 192 стор. ISBN 978-966-10-4272-7 (серія «Чумацький шлях»)
- Рей Бредбері. «Кульбабове вино». Переклад з англійської: Володимир Митрофанов. Тернопіль: «Навчальна книга — Богдан». 2015. 432 стор. ISBN 978-966-102-539-3 (серія «Маєстат слова»)

- Рей Бредбері. Цвинтар для божевільних / пер. з анг. Олександра Мокровольського. — Тернопіль : Навчальна книга — Богдан, 2019. — 384 с. — ISBN 978-966-10-5521-5.
- Рей Бредбері. Нехай усі уб’ють Констанс / пер. з анг. Юрія Вітяка. — Тернопіль : Навчальна книга — Богдан, 2019. — 208 с. — ISBN 978-966-10-5573-4.
- Рей Бредбері. Зелені тіні, Білий Кит / пер. з анг. Юрія Вітяка. — Тернопіль : Навчальна книга — Богдан, 2019. — 352 с. — ISBN 978-966-10-5977-0.

451° за Фаренгейтом
Винятково досконале вбивство (укр. переклад В. Митрофанова, 1988)
Гра в класи (укр. переклад С. Харчук)
Друг Ніколаса Ніклбі — Мій Друг (укр. переклад В. Митрофанова, 1988)
Одної неминущої весни (укр. переклад В. Митрофанова, 1988)
Про блукання вічні й про Землю (укр. переклад Євгена Крижевича, Київ, Веселка, 1985)
Прощавай, літо! (укр. переклад В. Митрофанова, 1988)
Розмова за пільговим тарифом (англ. Night Call, 1949) (укр. переклад Б. Салика, Київ, Молодь, 1983)
Смерть — діло самотнє (англ. Death Is a Lonely Business, 1985) (укр. переклад В.Митрофанова, 1988)
У сріблястій місячній імлі (у Марсіанських хроніках це оповідання називається Червень 2001. «Не плеснуть весла в синій тиші!..») (укр. переклад Лариси Боженко, Київ, Веселка, 1986)
- «Щось лихе насуває». — Тернопіль: Навчальна книга — Богдан, 2017, 208 стор. ISBN 978-966-10-5183-5. Переклад Олега Короля